# Glochidion luzonense
Glochidion luzonense är en emblikaväxtart som beskrevs av Adolph Daniel Edward Elmer. Glochidion luzonense ingår i släktet Glochidion och familjen emblikaväxter. Inga underarter finns listade i Catalogue of Life.